# Karlie Flamingo
Karlie Flamingo NV — торговельна марка, під якою міжнародна компанія Karlie Group GmbH виробляє товари та аксесуари для домашніх тварин. Заснована у 1972 році Рене ван Тендело. Головний офіс розташовується у м. Єл (провінція Антверпен).
Асортимент компанії представлений продукцією для домашніх тварин: собак, котів, гризунів, птахів, риб та рептилій. Продукція компанії продається у понад 50 країнах світу. Власні офіси компанії розташовуються у Бельгії, Нідерландах, Франції та Німеччині. Штат компанії нараховує близько 200 співробітників.

## Історія

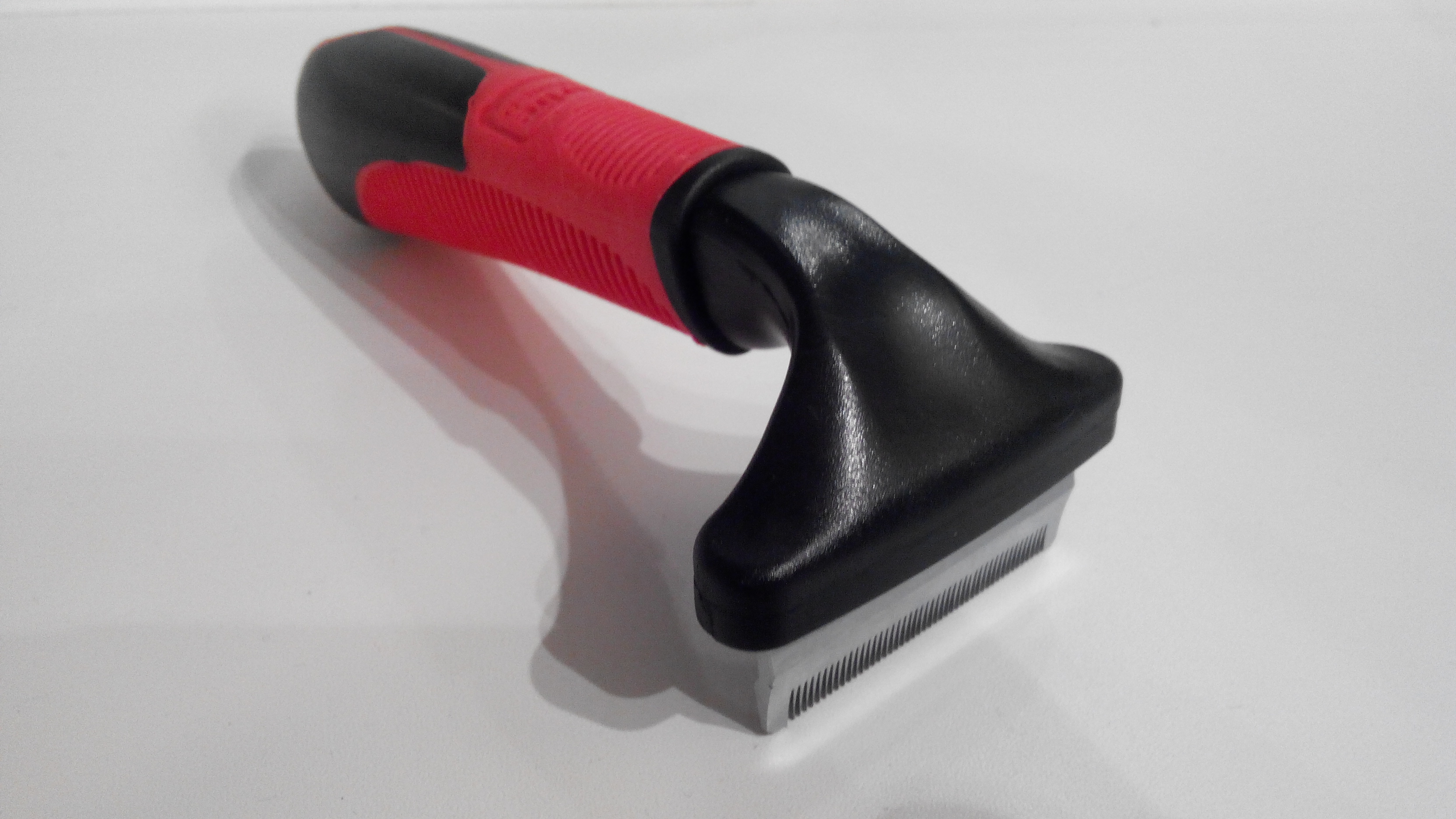
Інструмент FURMASTER для видалення випадаючої шерсті у собак і котів

Історія компанії Flamingo розпочалась у 1972 році, коли Рене ван Тендело втілив свою пристрасть до птахів у свою професію. Ван Тендело працював у своєму будинку протягом багатьох років, однак у 1985 році придбав більші приміщення. У 1993 році Ервін ван Тендело став наступником свого батька як власника компанії та відразу ж вирішив побудувати нову будівлю, яку було відкрито в 1994 році. Компанія вийшла зі своєю продукцією на голландський і французький ринки. Компанія почала працювати на експорт, одночасно заснувавши Pet Partners, яка переїхала в колишні приміщення.
У період з 1995 по 2004 роки було придбано низку інших компаній: Grano (Бельгія), Koemans (Нідерланди), Jacobs (Бельгія), Hoogenboom (Нідерланди) і Wolfs (Бельгія). У 2008 році була придбана німецька компанія Paulchen Heimtierbedarf.

## Діяльність
Асортимент компанії налічує понад 8 500 найменувань, серед яких продукція для домашніх тварин: собак, котів, гризунів, птахів, риб та рептилій. В асортименті представлена продукція приватних марок і товарів власного виробництва таких, як Jolly (для собак), Minnie (для котів), Birdie (для птахів), Bittu (для гризунів), Lizzy (для рептилій), Aquality (для акваріумів) і Water Symfony (для басейнів і ставків).
Компанія Flamingo також є дистриб'ютором таких брендів, як Flexi, Tetra, Weitech, PetSafe, Staywell, Innotek, Zoo Med, 8in1 і Kong.